# عطاء بن مركبوذ
عطاء بن مركبوذ من فقهاء التابعين في اليمن، من أبناء فارس الذين وجههم كسرى مع سيف بن ذي يزن إلى اليمن. قال أبو إسحاق الشيرازي: وكان أول من جمع القرآن من فقهاء التابعين في اليمن.

ذكر ابن سعد في الطبقات، أن عطاء بن مركبوذ ممن روي عنه، وقال: «وقرأ القرآن، وهو أول من جمعه باليمن ووهب بن منبه ظاهرا». ذكره أبو إسحاق الشيرازي في طبقات الفقهاء. ووالده: مركبوذ ممن أسلم من أهل اليمن، وذكر إسلامه في قصة الصحابي: وبر بن يحنس وإسلام مركبوذ، قال ابن سعد في ترجمته للصحابي: وبر بن يحنس: «فقدم على النبي ﷺ، فأسلم، وقدم من عند النبي ﷺ على الأبناء باليمن، فنزل على بنات النعمان بن بزرج فأسلمن، وبعث إلى فيروز بن الديلمي فأسلم، وإلى مركبوذ فأسلم، وكان ابنه عطاء بن مركبوذ أول من جمع القرآن بصنعاء، وأسلم باذان باليمن وبعث بإسلامه إلى رسول الله ﷺ وذلك في سنة عشر». 